# SILENT NIGHT
「SILENT NIGHT」（サイレント・ナイト）は、TRFの16枚目のシングル。1996年11月6日にavex traxより発売された。

## 解説
1996年4作目のシングル。Panasonic「Dream」CMソングに起用された。
サウンドコンセプトは「ガラージュ」「ワン・ノート・スケールの心地よさ」を追求している。
歌詞はタイトルのクリスマスのイメージより、「自分にとってのこだわり」「大切な時間」をテーマにした。
globeのマーク・パンサーがラップで参加している。
オリコン週間チャートでは初動で96,390枚を売り上げ、初登場5位を記録。総売上は17.5万枚。
2006年11月29日に廉価版としてマキシシングルで再発売された。

## 収録曲
| 全作詞・作曲・編曲: 小室哲哉。 |                                     |          |            |      |
| #                              | タイトル                            | 作詞     | 作曲・編曲 | 時間 |
| 1.                             | 「SILENT NIGHT (STRAIGHT RUN)」     | 小室哲哉 | 小室哲哉   | 4:34 |
| 2.                             | 「SILENT NIGHT (UP ALL NIGHT MIX)」 | 小室哲哉 | 小室哲哉   | 5:45 |
| 3.                             | 「SILENT NIGHT (INSTRUMENTAL)」     | 小室哲哉 | 小室哲哉   | 4:35 |
| 合計時間:                      | 合計時間:                           | 14:54    |            |      |

### クレジット
- Produced : 小室哲哉
- Mixed : Eddie Delena
- Remixed & Additional Production (#2) : Keith "KC" Cohen
- Programming & Keyboards (#2) : George Black

## 収録アルバム
- 『WORKS -THE BEST OF TRF-』
- 『TRF 20TH Anniversary COMPLETE SINGLE BEST』